# فرانسواز بروكارد
فرانسواز بروكارد (بالفرنسية: Françoise Brochard-Wyart)‏ هي فيزيائية نظرية فرنسية. ولدت عام 1944 في سانت اتيان في فرنسا. وهي حاليًا أستاذة فيزياء نظرية في معهد كوري.

## السيرة الذاتية
درست فرانسواز في مدرسة École normale supérieure de Cachan من عام 1964 إلى عام 1968 وحصلت على شهادة في الفيزياء. بعد شهادتها، درست للحصول على درجة الدكتوراه تحت إشراف بيير جيل دي جين، وحصلت على الدكتوراه عام 1974. وبعد حصولها على الدكتوراه، ذهبت لدراسة ديناميات البوليمرات في كوليج دو فرانس. وفي عام 1986 أصبحت أستاذة للكيمياء الفيزيائية في جامعة بيير وماري كوري.
في عام 1991 انضمت إلى معهد كوري وبدأت البحث في الفيزياء الحيوية. وهي عضو في معهد جامعة فرنسا. وقد كتبت مقالًا عن السيرة الذاتية بعنوان «جولة في حديقة مادتي الناعمة: من الكريات المضيئة وفقاقيع الصابون إلى تجمعات الخلايا». لديها أربعة أطفال من الفيزيائي الحائز على جائزة نوبل بيير جيل دي جين.